# 海南紫荆木
海南紫荆木（学名：Madhuca hainanensis）为山榄科紫荆木属下的一个种。其种加词“hainanensis”意为“海南的”。